# Вајтсајд (Мисури)
Вајтсајд (енгл. Whiteside) град је у америчкој савезној држави Мисури.

## Демографија
По попису из 2010. године број становника је 75, што је 8 (11,9%) становника више него 2000. године.
| Група             | 2000.       | 2010.      |
| Белци             | 67 (100,0%) | 72 (96,0%) |
| Афроамериканци    | 0 (0,0%)    | 0 (0,0%)   |
| Азијати           | 0 (0,0%)    | 0 (0,0%)   |
| Хиспаноамериканци | 0 (0,0%)    | 2 (2,7%)   |
| Укупно            | 67          | 75         |